# Baeomyces
Беоміцес (Baeomyces) — рід лишайників родини Baeomycetaceae. Назва вперше опублікована 1794 року.

## Будова
Лишайник має первинний та вторинний талом. Первинний накипний, вкритий бугорками, по краю інколи лопатевий чи дрібнолускатий. Вторинний талом (подеції) має вигляд ніжок у формі гілочок, на яких сидять яскраво-рожеві чи рожево-коричневі біаторінові апотеції.

## Поширення та середовище існування
Зростає на торфянистих та глиняних ґрунтах, на рослинних залишках, інколи на камінні, що вкриті мохом.

## Галерея

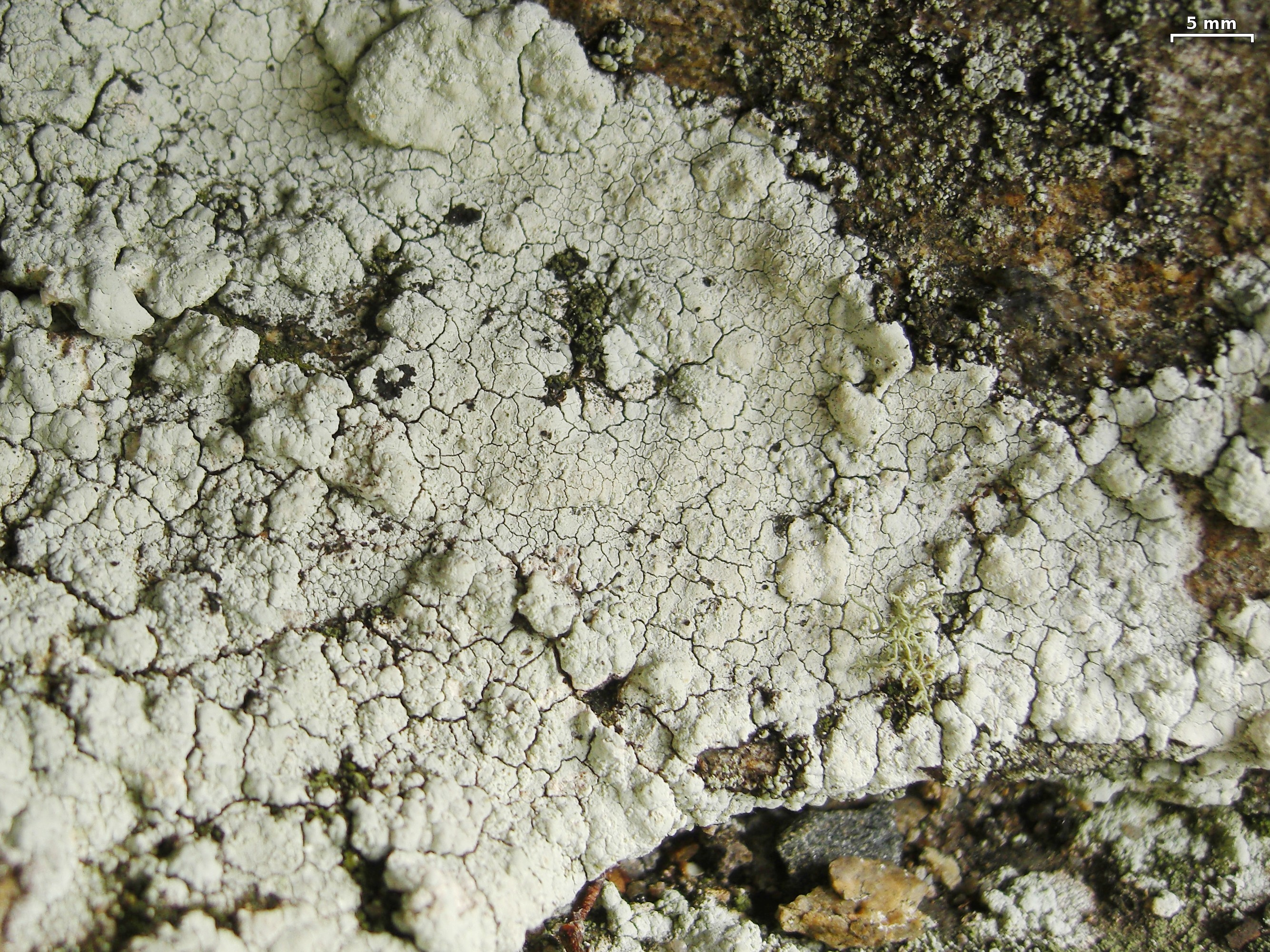
Baeomyces carneus
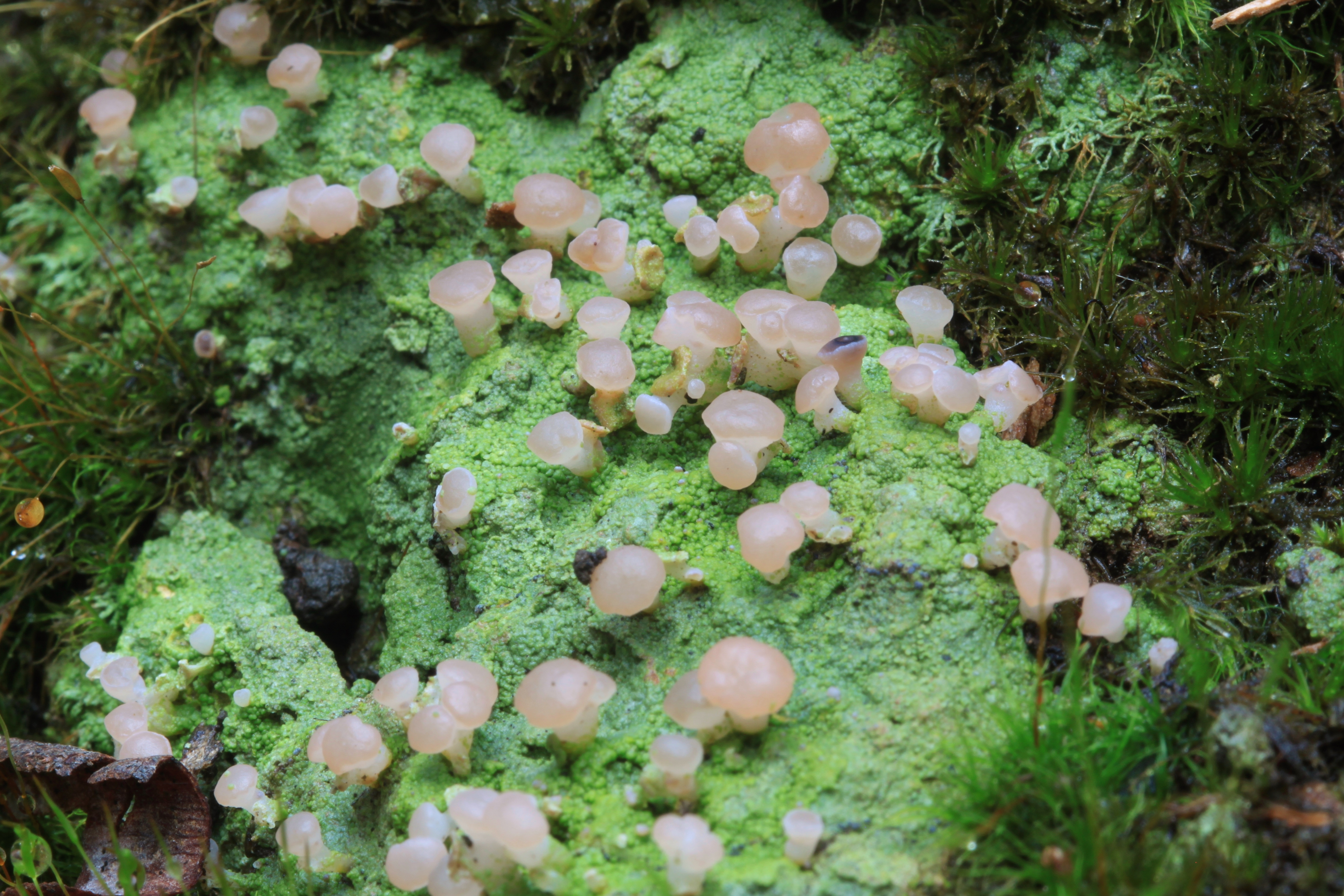
Baeomyces heteromorphus
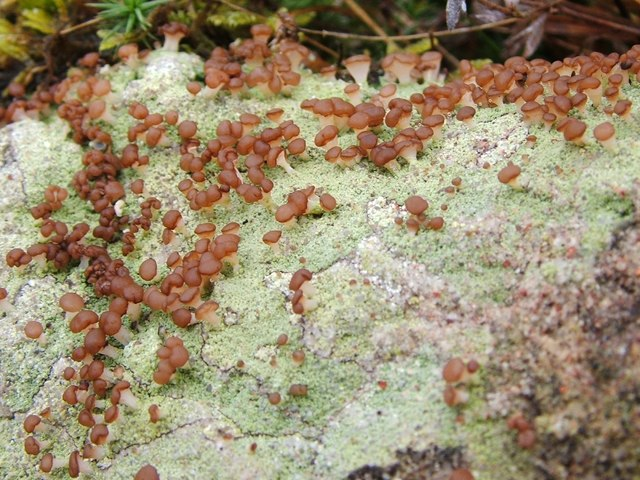
Baeomyces rufus
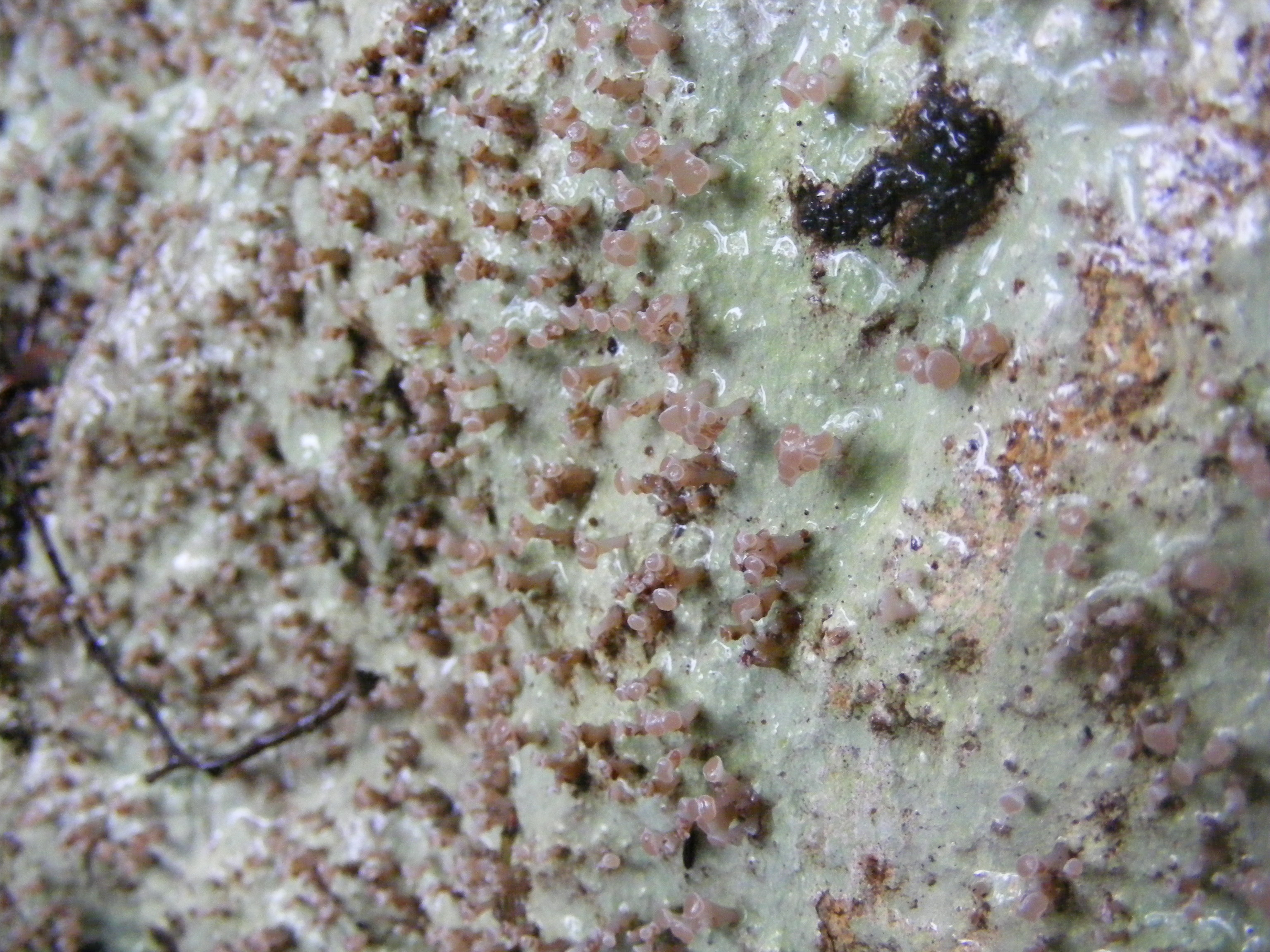

## Види
База даних Species Fungorum станом на 14.10.2019 налічує 6 видів роду Baeomyces:
- Baeomyces byssoides (L.) P.Gaertn., B.Mey. & Scherb., 1802
- Baeomyces carneus (Retz.) Flörke, 1821
- Baeomyces heteromorphus Nyl. ex C.Bab. & Mitt., 1859
- Baeomyces lotiformis S.N.Cao, 2017
- Baeomyces placophyllus Ach., 1803
- Baeomyces rufus (Huds.) Rebent., 1804